# Klafterbach (Zwettl)
Der Klafterbach ist ein rechter Zufluss zur Zwettl bei Groß Gerungs in Niederösterreich.
Der Klafterbach entspringt am Dürrenberg, einem bewaldeten Höhenzug südwestlich von Groß Gerungs, und fließt zunächst nach Osten ab, wo von rechts der Bach von Bretterbauer einfließt, schwenkt danach nach Norden um und nimmt den aus Klein Wetzles kommenden Bach von Klein Wetzles auf, bevor er selbst bei Kothores von rechts in die Zwettl einfließt. Sein Einzugsgebiet umfasst 6,6 km² in teilweise offener Landschaft.